# Abfalleimer

„Tidyman“: Internationales Piktogramm für Abfalleimer.

Ein Abfall- oder Mülleimer (bundesdeutsches Hochdeutsch), Abfallkübel oder Kehrichteimer (Schweizer Hochdeutsch) bzw. Mistkübel (österreichisches Hochdeutsch) ist ein Behälter zum Sammeln und zur Aufbewahrung von Abfällen, bis diese endgültig entsorgt werden. Im Gegensatz zur Mülltonne ist Abfalleimer bzw. Mülleimer die übliche Bezeichnung für ein kleines Gefäß, meistens innerhalb der Wohnung, oder als Stadtmöbel im Freien. Meist sind Abfalleimer aus Plastik, Blech oder Draht. Eine besondere Form ist der Papierkorb.

## Kommunale Abfallbehälter

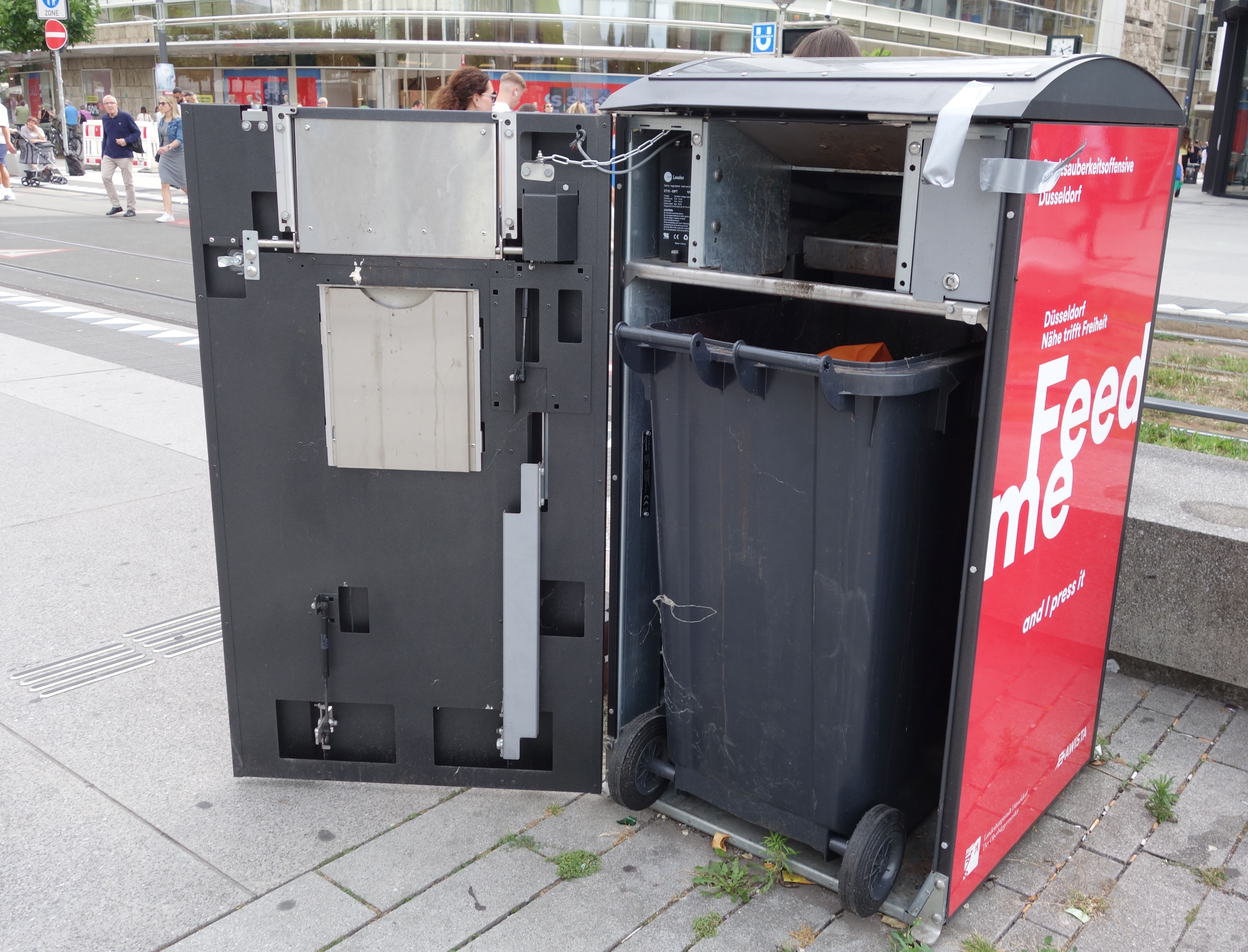
„Feed me – and I press it.“
Kommunaler Abfallbehälter mit Müllpresse, geöffnet („Sauberkeitsoffensive Düsseldorf“, 2025)

In vielen Städten und Gemeinden wird der Abfall in getrennten Abfallbehältern gesammelt, um bereits vor der kommunalen Abfallbeseitigung eine Mülltrennung zu erreichen. Dafür gibt es neben den Mülltonnen für Restmüll auch solche für Biomüll, die Papiersammlung, die Glassammlung (getrennt nach Weiß- und Buntglas), sowie Tonnen für Plastik, Metall und andere Abfallsorten.

### Geschichte

#### Systeme
Zu Beginn des 20. Jahrhunderts experimentierten die Großstädte mit speziellen Gefäßen zur Abfallbeseitigung. Im Französischen wurde das Wort poubelle zum Begriff für Abfalleimer, nach dem Präfekten Eugène Poubelle. In der Schweiz wurden ab 1902 die Ochsner-Abfalleimer eingeführt. Nachdem bereits die Stadt Köln ein System für die Abfallentsorgung mit Blechkübeln und für deren einfache Entleerung ausgebildete Entsorgungsfahrzeuge eingeführt hatte, übernahm die Wiener Stadtverwaltung dieses System „Colonia“,
das so wie die Schweizer „Ochsner“ als Abholsystem durch die Verwendung von Wohnungsgefäßen konzipiert war, und entwickelte es für die Wiener Stadtreinigung weiter, da „trotz aller Vorschriften […] die Hausparteien nicht dazu zu bewegen [waren], die Gefäße erst kurz vor Ankunft des Sammelzuges auf die Straße zu bringen und nach der Entleerung sofort wieder wegzuräumen. Bevölkerung und Betrieb mussten also voneinander unabhängig gemacht werden“.

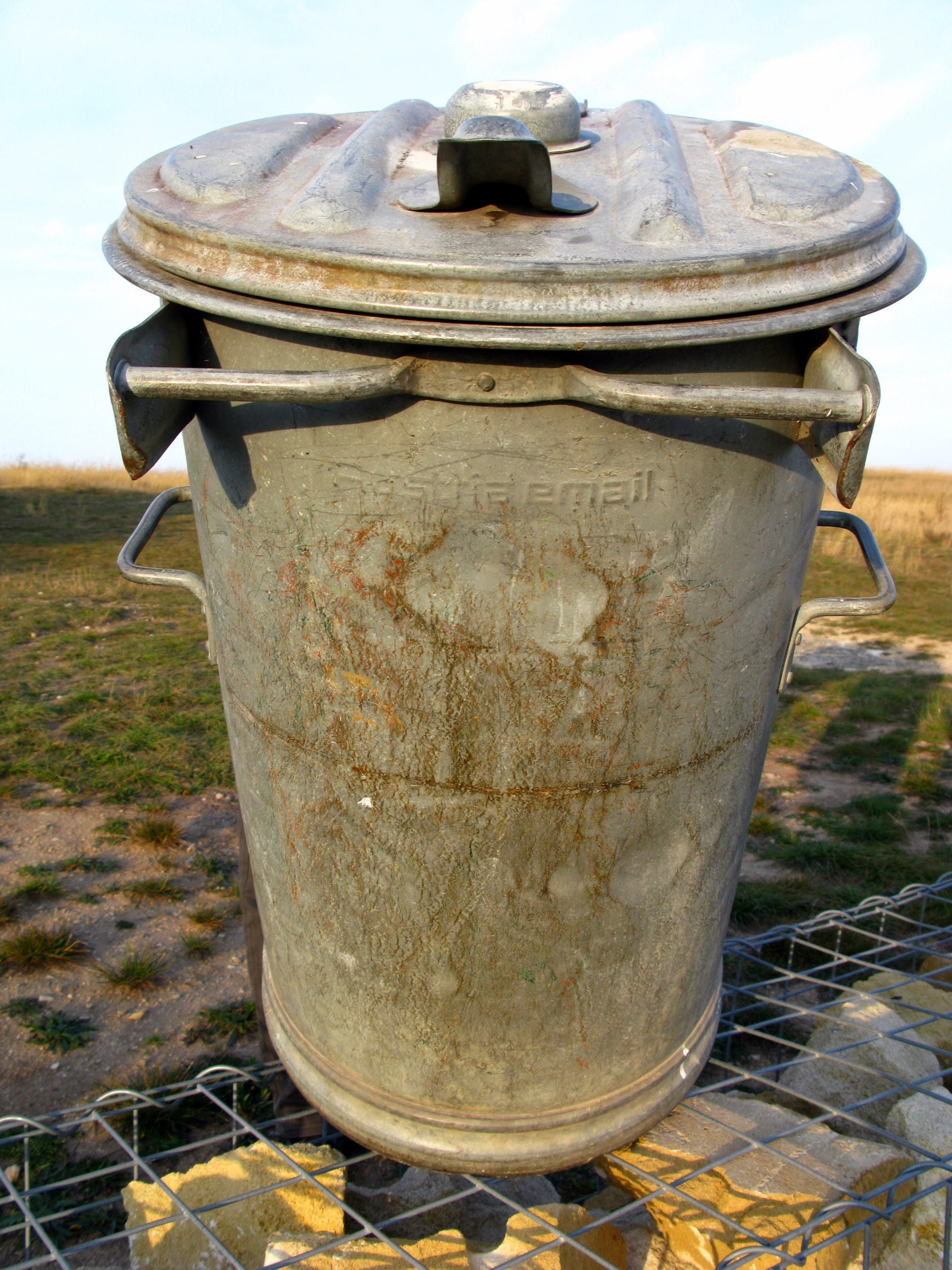
Mülltonne, wie sie als Koloniakübel in Wien üblich waren.

#### Historische Wiener Koloniakübel
Die Wiener Stadtverwaltung unter Franz Siegel führte nach dem Kölner Vorbild ab dem Jahr 1918, nach dem Ende des Ersten Weltkrieges, an Stelle der Sammlung des Mülls durch Pferdefuhrwerke zu bestimmten Terminen, die Aufstellung einheitlicher, fast staubfreier Abfallsammelbehälter aus Metall mit Deckel, die Koloniakübel, ein. Die bis ins Jahr 1928 flächendeckend eingeführten Blechkübel mit Kippdeckel hatten ein Fassungsvermögen von 90 Litern und wurden in Innenhöfen oder auch im Hausflur an der Wand aufgehängt. Von dort mussten sie zur Abfallentsorgung von der Müllabfuhr abgenommen werden. Bis 1934 war die Müllentsorgung kostenlos.
Diese Übernahme des Colonia-Systems nach dem Kölner Vorbild führte damit zu der im Wiener Raum historischen Bezeichnung Koloniakübel, auch als Coloniakübel bzw. Colonia-Kübel. Dementsprechend wurde der Raum im Hauseingangsbereich als Coloniaraum und das Entsorgungsfahrzeug als Coloniawagen bezeichnet.
Anfang der 1960er Jahre wurden die runden Kübel vergrößert und später durch große quaderförmige Mülltonnen, ebenfalls aus Blech, ergänzt. Ab Mitte der 1970er Jahre wurden beide Systemgefäße durch Kunststoffkübel bzw. -tonnen ersetzt.

### Neue Systeme für Abfallbehälter
Solarbetriebene Abfalleimer mit integrierter Müllpresse, die ein Vielfaches an Abfall aufnehmen und ihren Füllstand über eine Internetverbindung weitergeben können, sind seit 2004 in den Vereinigten Staaten und vereinzelt auch in Deutschland in Gebrauch. In der Schweiz sind 2014 bereits an die 250 großräumige und vandalensichere Abfallbehälter mit integrierter Photovoltaik installiert. Auch Vögel, Katzen, Ratten und andere nächtliche Interessenten können bei solchen Behältern nicht mehr an die Abfälle gelangen, was die Stadtreinigung erleichtert.
In einigen Kommunen, besonders im Altstadt-, Tourismus- oder City-Bereich, versucht man der wachsenden Abfallmenge und dem Vandalismus mit der Unterflurlösung Herr zu werden. Der wesentliche Vorteil dieser aufwendigen Lösung ist neben der sauberen Optik auch die Platzersparnis und auch der integrierte Brandschutz. Diese unterirdischen Abfallbehälter können mit den üblichen kommunalen Straßenkehrmaschinen mit einem Sauger geleert werden.

## Spezielle Abfallbehälter

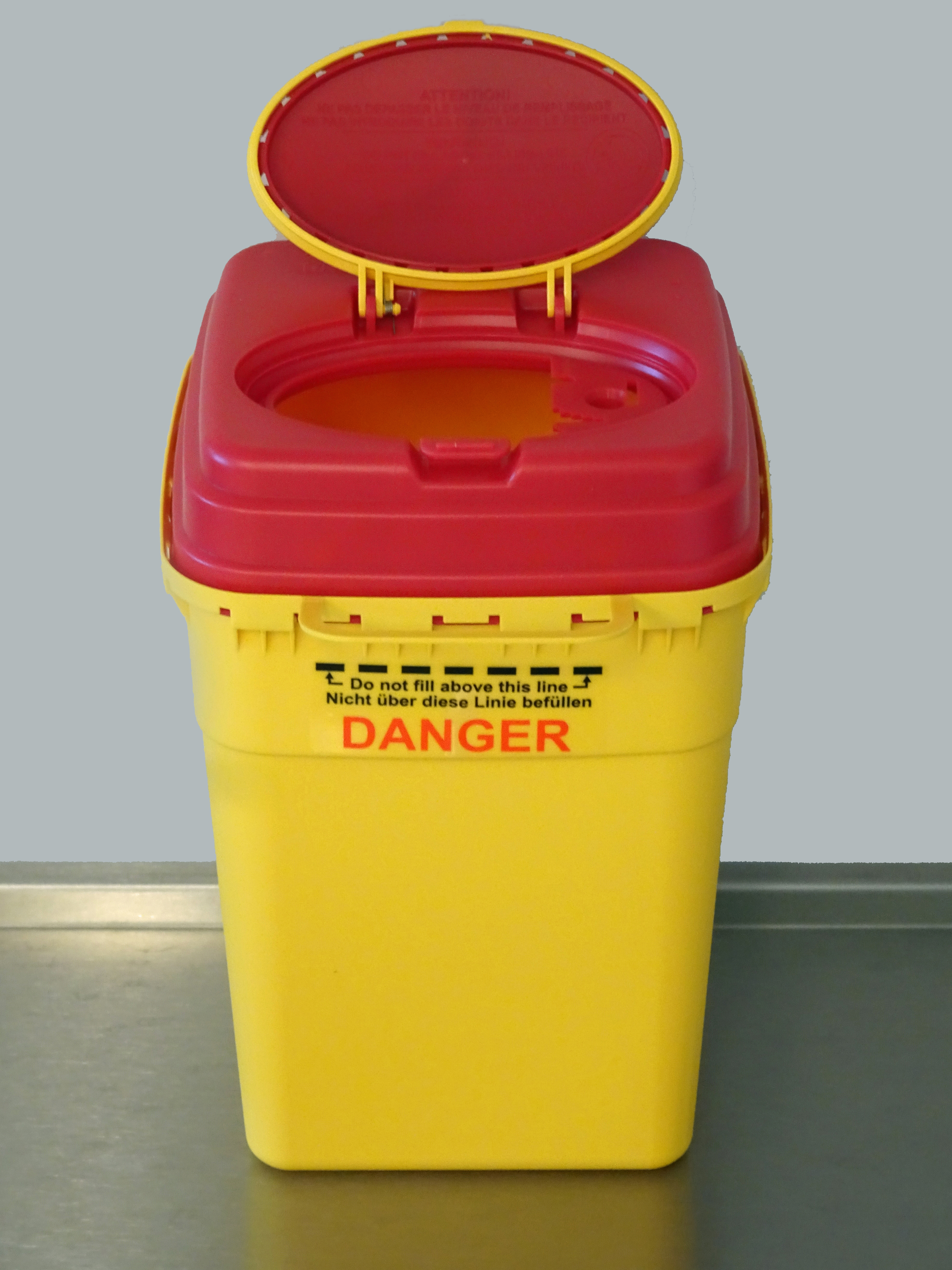
Kunststoffbehälter für (potenziell) infizierte und/oder scharfe bzw. spitze medizinische Instrumente und geöffnete Ampullen. Ohne Einsatz von Werkzeug nach dem Verschluss nicht wieder zu öffnen. Höhe: 23 cm.

Gerade in Krankenhäusern oder in Betrieben mit Gefahrgut gibt es spezielle Systeme von Abfalleimern, die sich nach dem einmaligen Gebrauch verschließen und nicht wieder öffnen lassen. In solchen Abfalleimern werden zum Beispiel Gefahrgutstoffe oder Infektionsmüll entsorgt. Diese Abfalleimer können dann je nach Inhalt verbrannt oder in speziellen Einrichtungen sicher gelagert werden. Im öffentlichen Raum gibt es Hundekotbeutelspender mit integriertem Abfalleimer.
Weiterhin gibt es auch eine Vielzahl von Mülleimern in speziellem Design, teilweise handelt es sich dabei um Kunstprojekte, Guerilla-Marketingkampagnen oder einfach um Sonderanfertigungen.

## Abfalleimer im Haushalt
Der Abfall wird manchmal schon in getrennten Abfalleimern gesammelt, um die spätere Mülltrennung in die entsprechenden Mülltonnen zu erleichtern. Es gibt auch Eimer mit getrennten Abteilungen für Biomüll und Glas.

### Treteimer

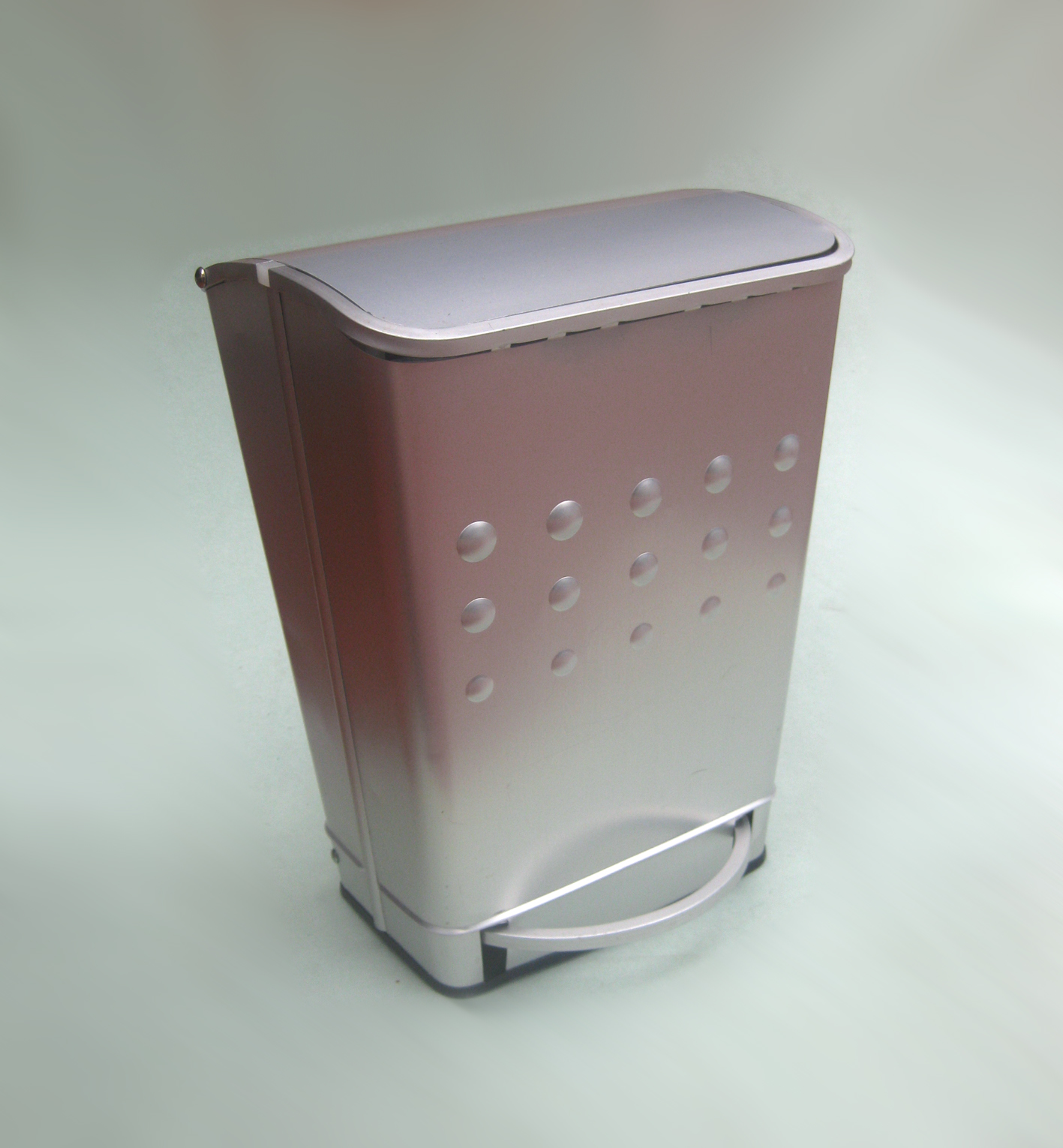
Treteimer aus Aluminium, die Mechanik ist auf der Rückseite unsichtbar im Gehäuse untergebracht

Unter einem Treteimer versteht man einen Abfalleimer, der mit einem Deckel verschlossen ist und durch das Betätigen eines Pedals geöffnet wird. Durch das Betätigen des Pedals wird eine Stangenkonstruktion bewegt, die am Deckel des Treteimers endet. Im Alltag werden Treteimer häufig in Küchen und Badezimmern gebraucht, um den Mülleimer verschlossen zu halten und Handkontakt mit dem Behälter unnötig zu machen.
Viele Treteimer sind außen aus rostfreiem Edelstahl, damit sie durch das Spritzwasser nicht korrodieren. Die Stangenkonstruktion ist am Boden und an den Wänden befestigt. Darüber wird ein Plastikeinsatz gestellt, der oben auf der Kante aufliegt. Da der Einsatz herausnehmbar ist, wird der Müll entweder direkt in den Einsatz entsorgt oder aber aus Hygienegründen in eine eingelegte Mülltüte.

## Öffentliche Abfalleimer

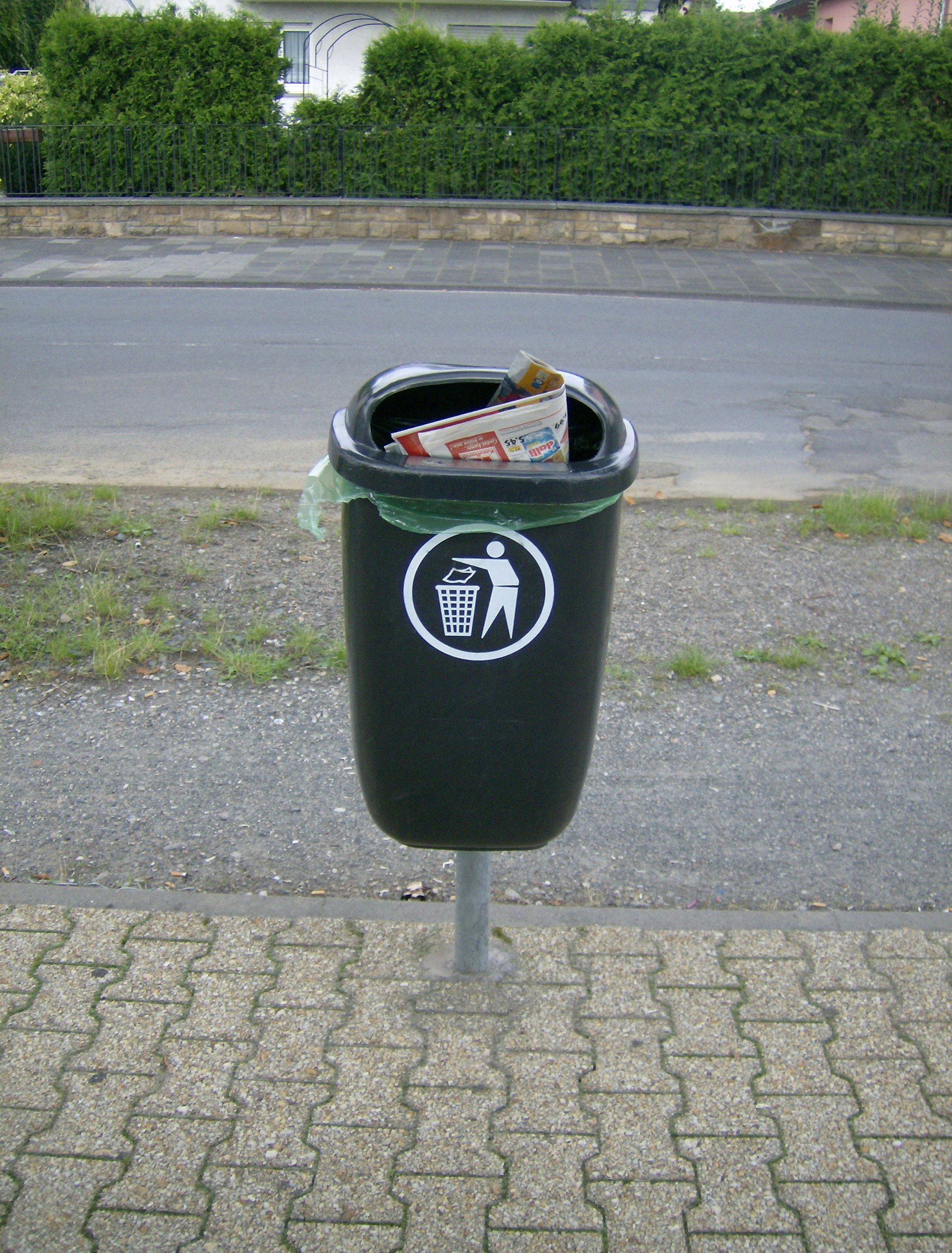
Ein an einer ÖPNV-Haltestelle
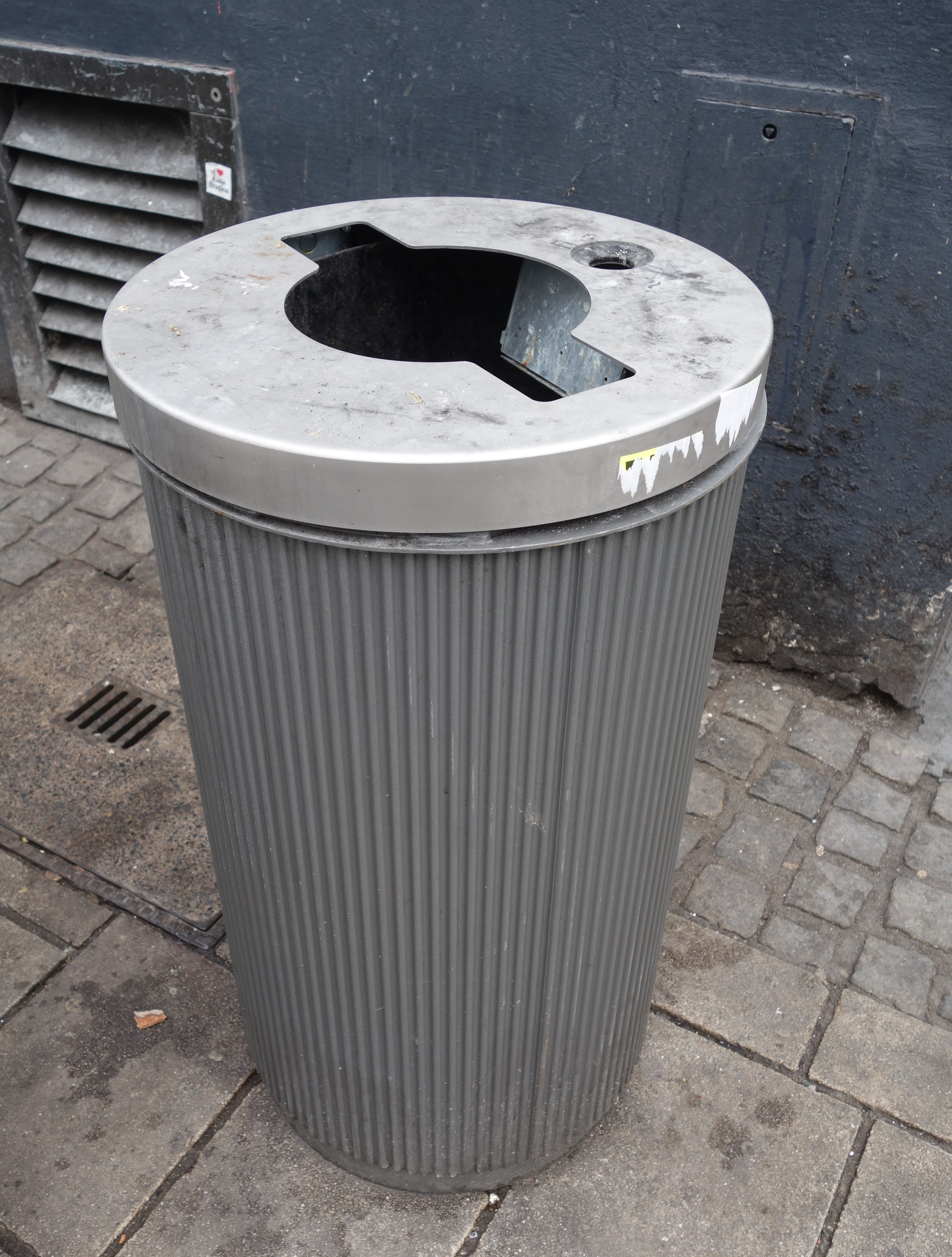
Deckel mit Einwurföffnung für Pizzakartons (Düsseldorf, erstmals Juni 2025)
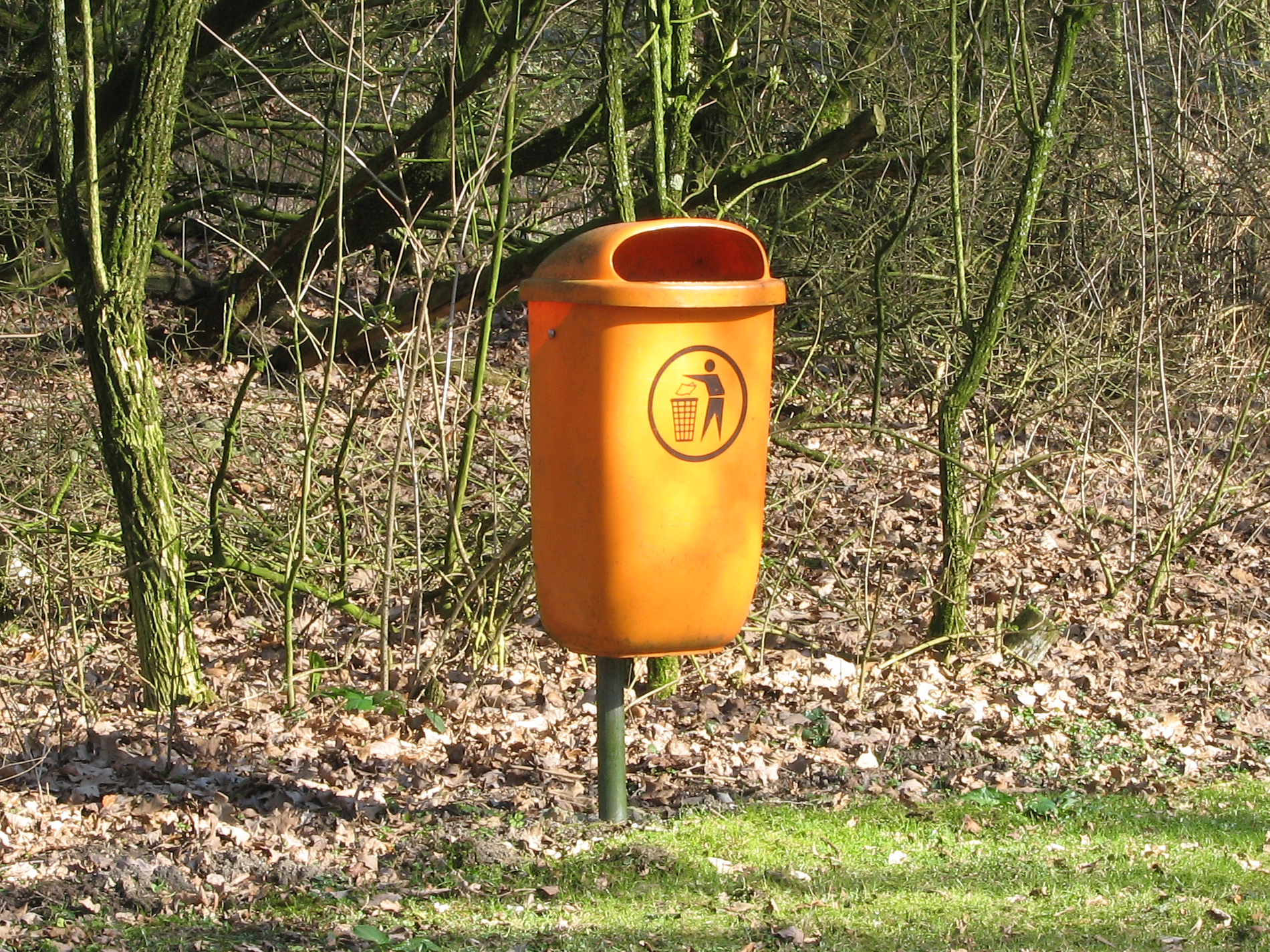
In einer Parkanlage
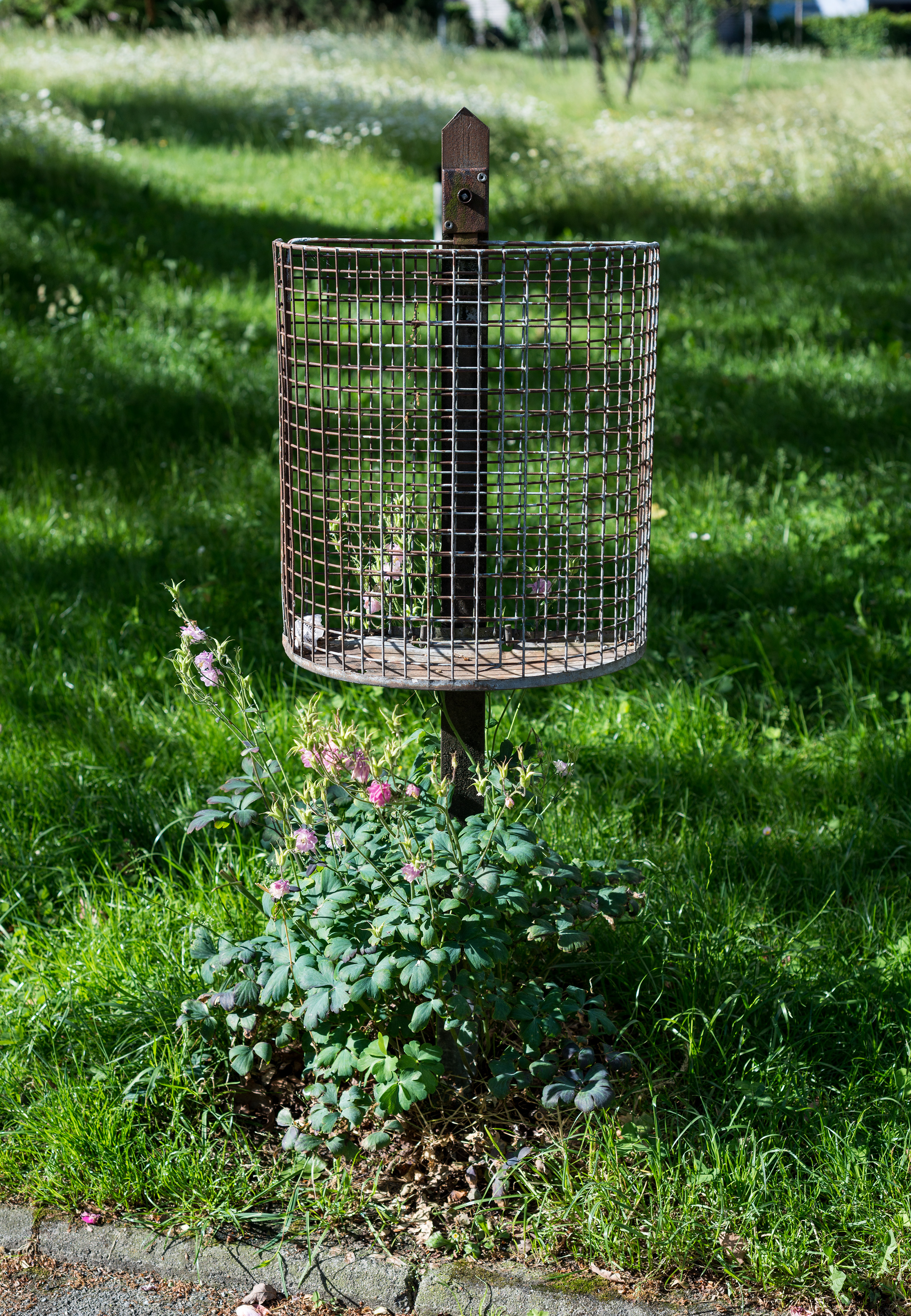
Etwa 50 Jahre alter Drahtgitter-Abfallkorb einer Hausanlage
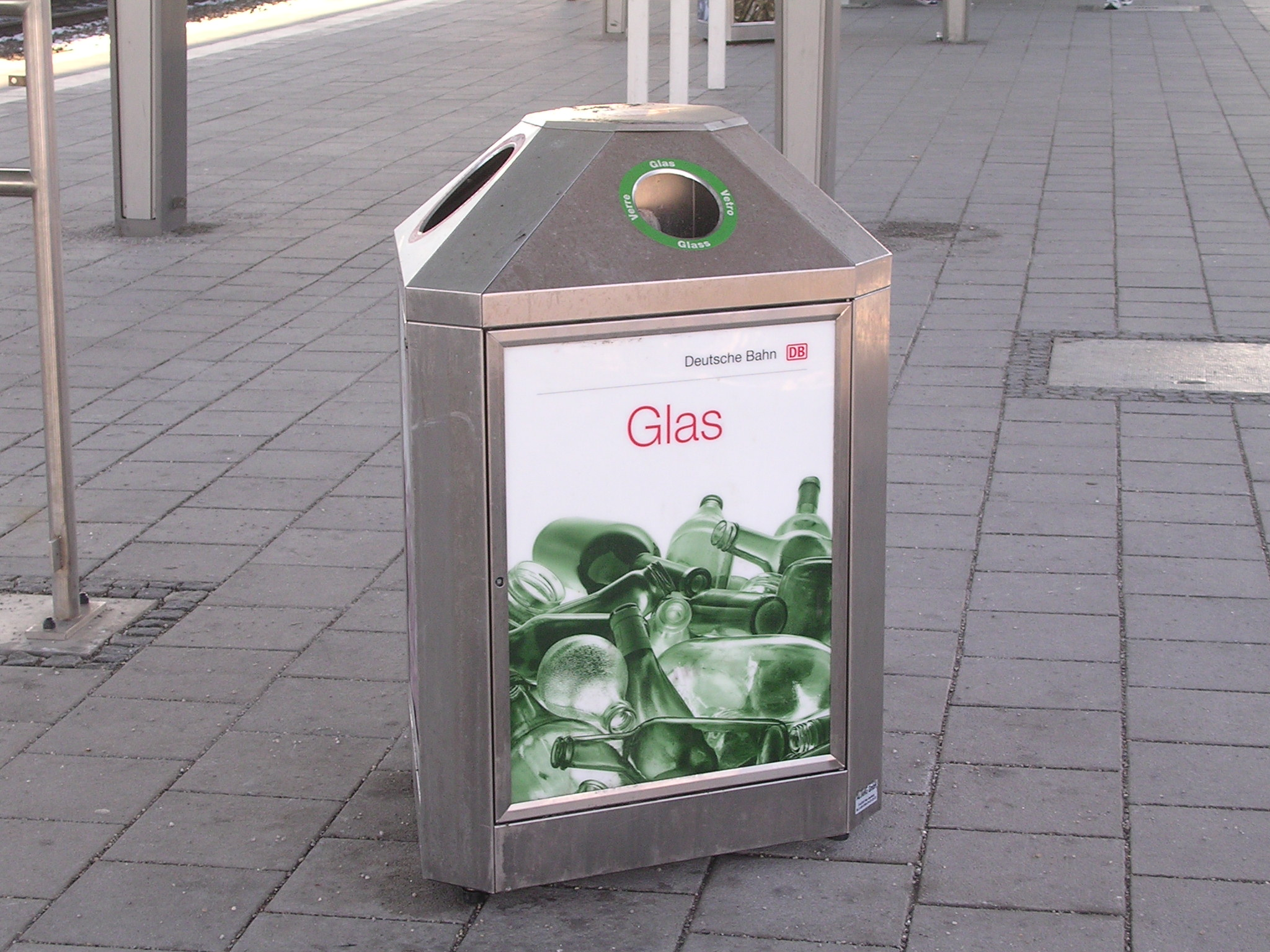
„Glas“ (Deutsche Bahn)
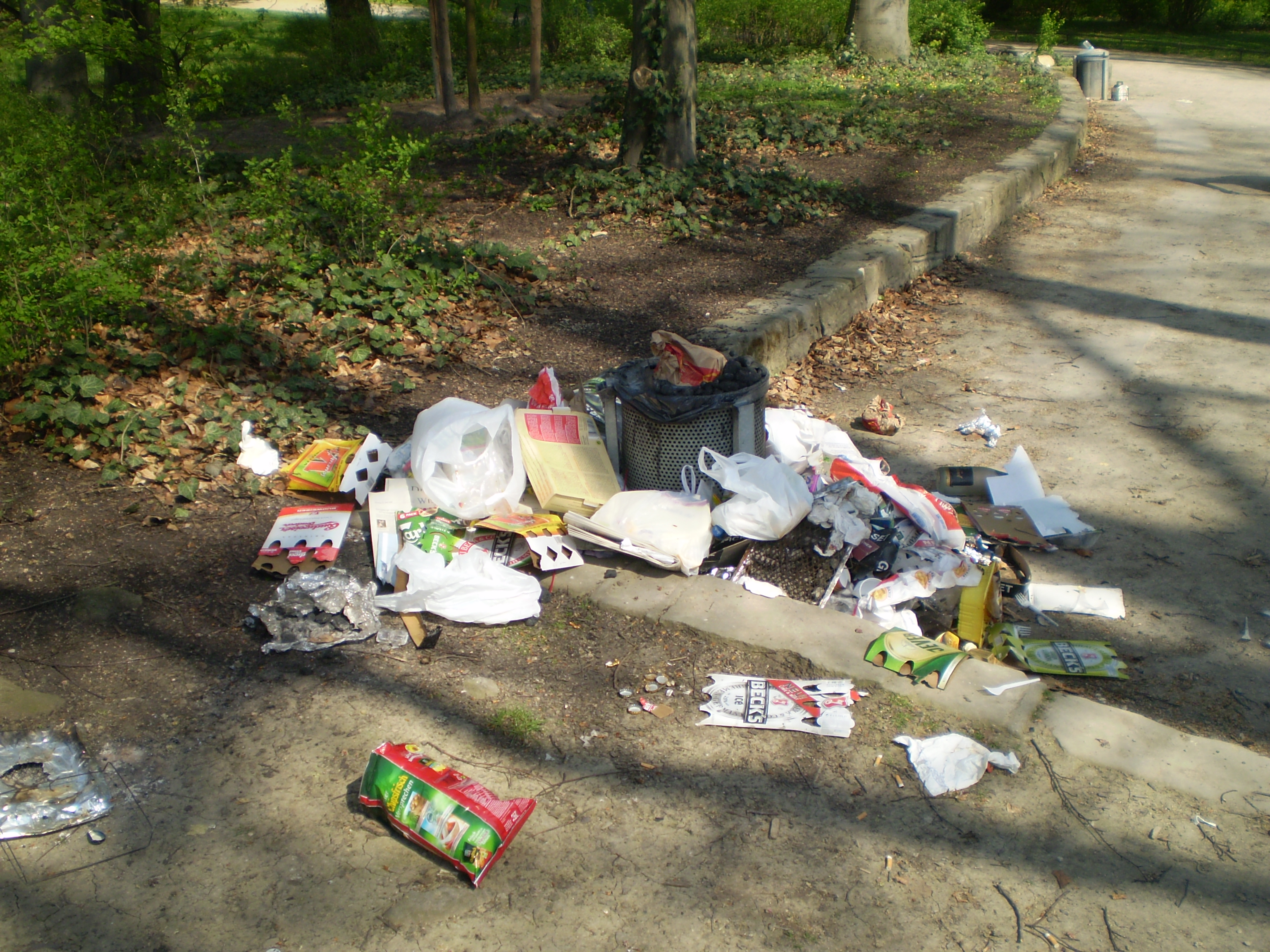
Überfüllt
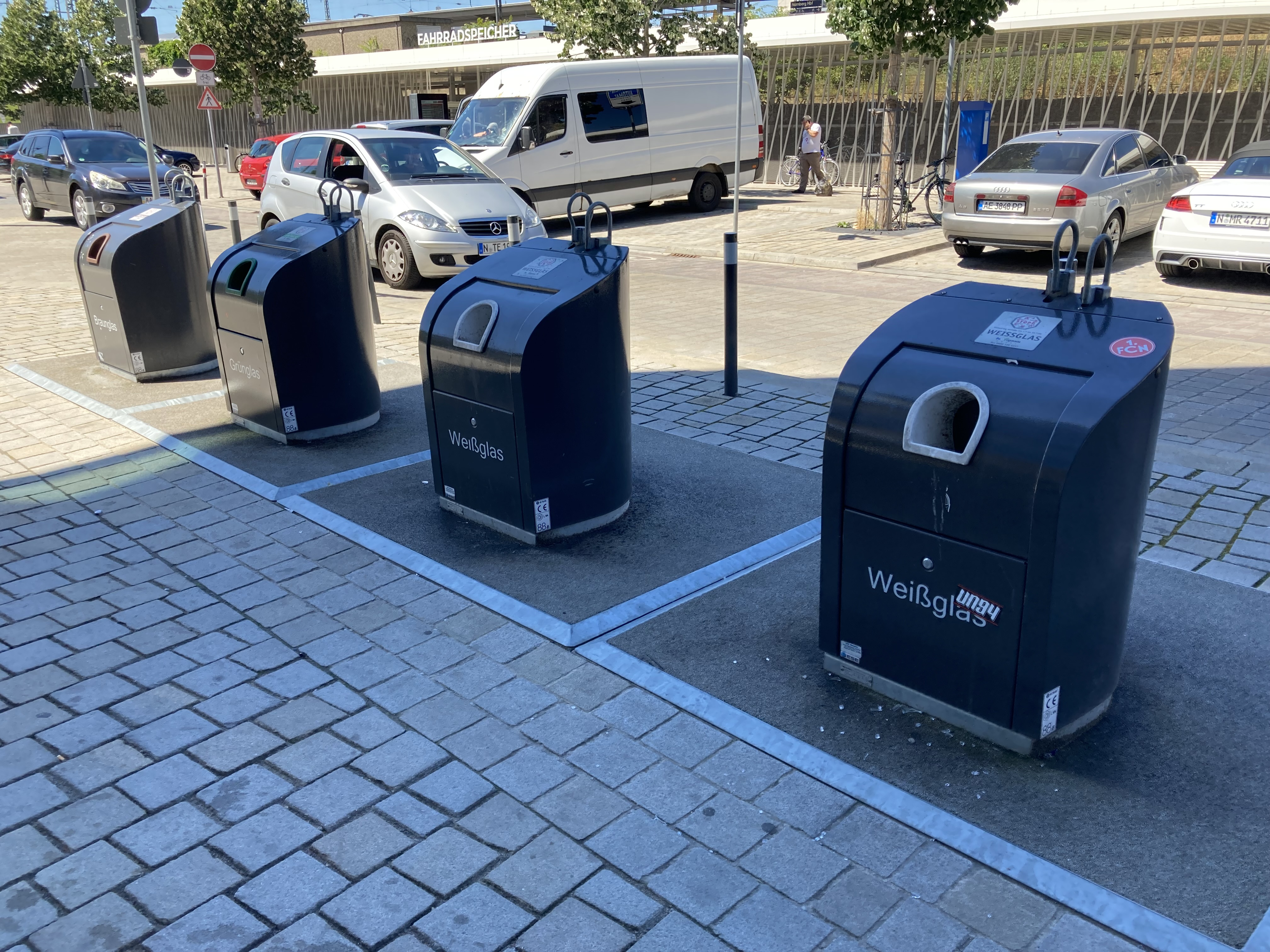
Unterirdische Container mit Abfalltrennung (Nürnberg)
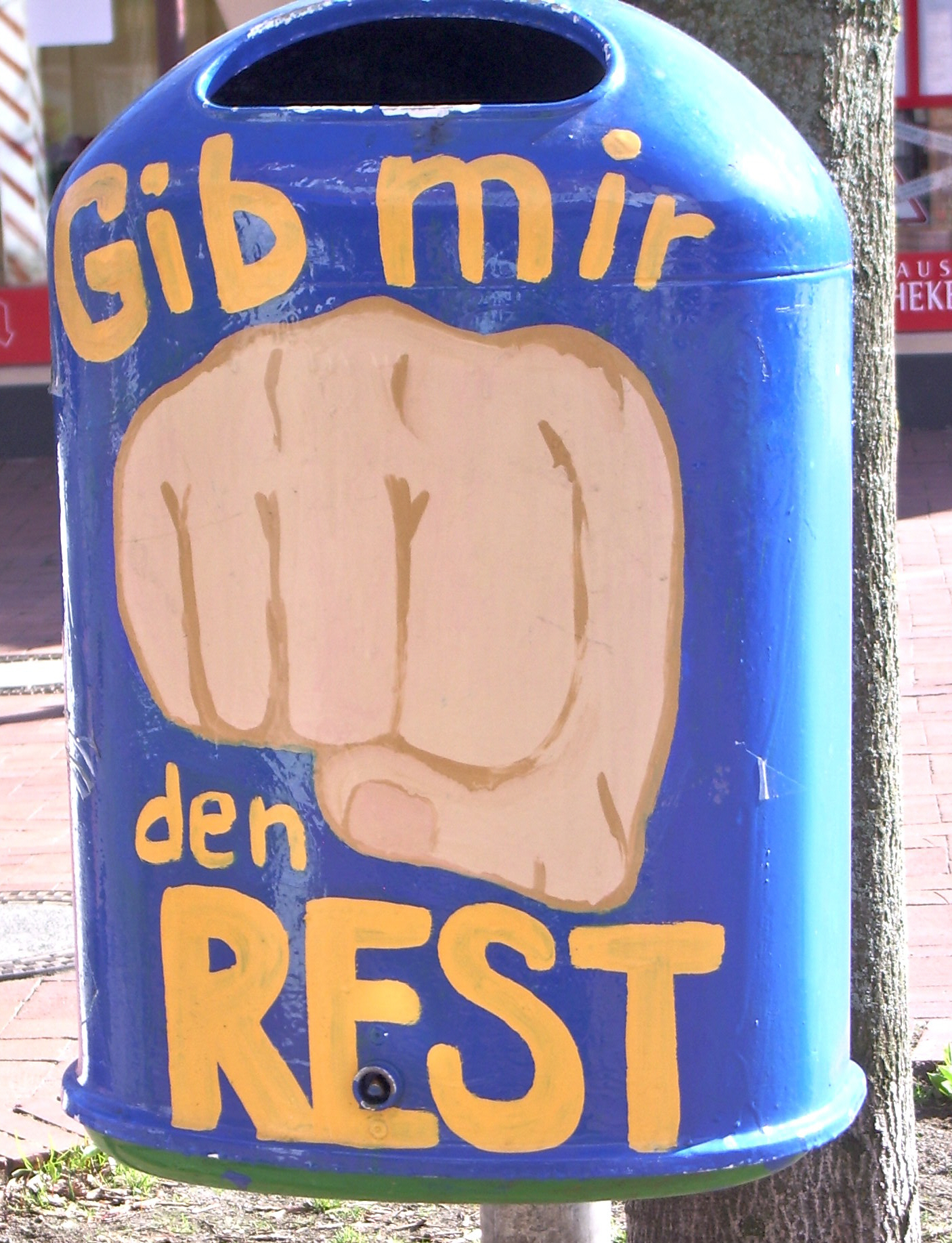
„Gib mir den Rest“ (Uetersen)
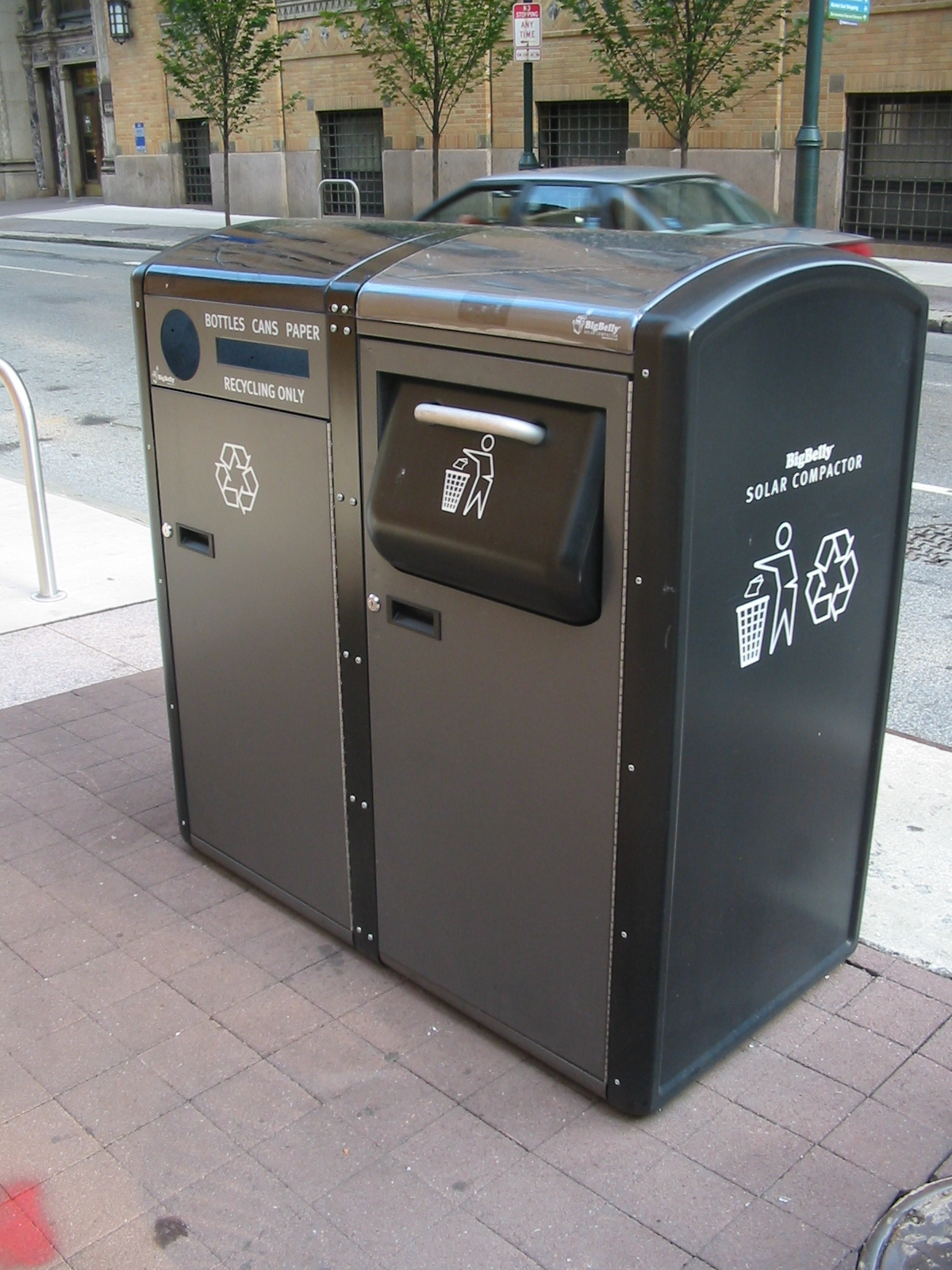
Solarbetrieben, Big Belly Solar mit integrierter Müllpresse
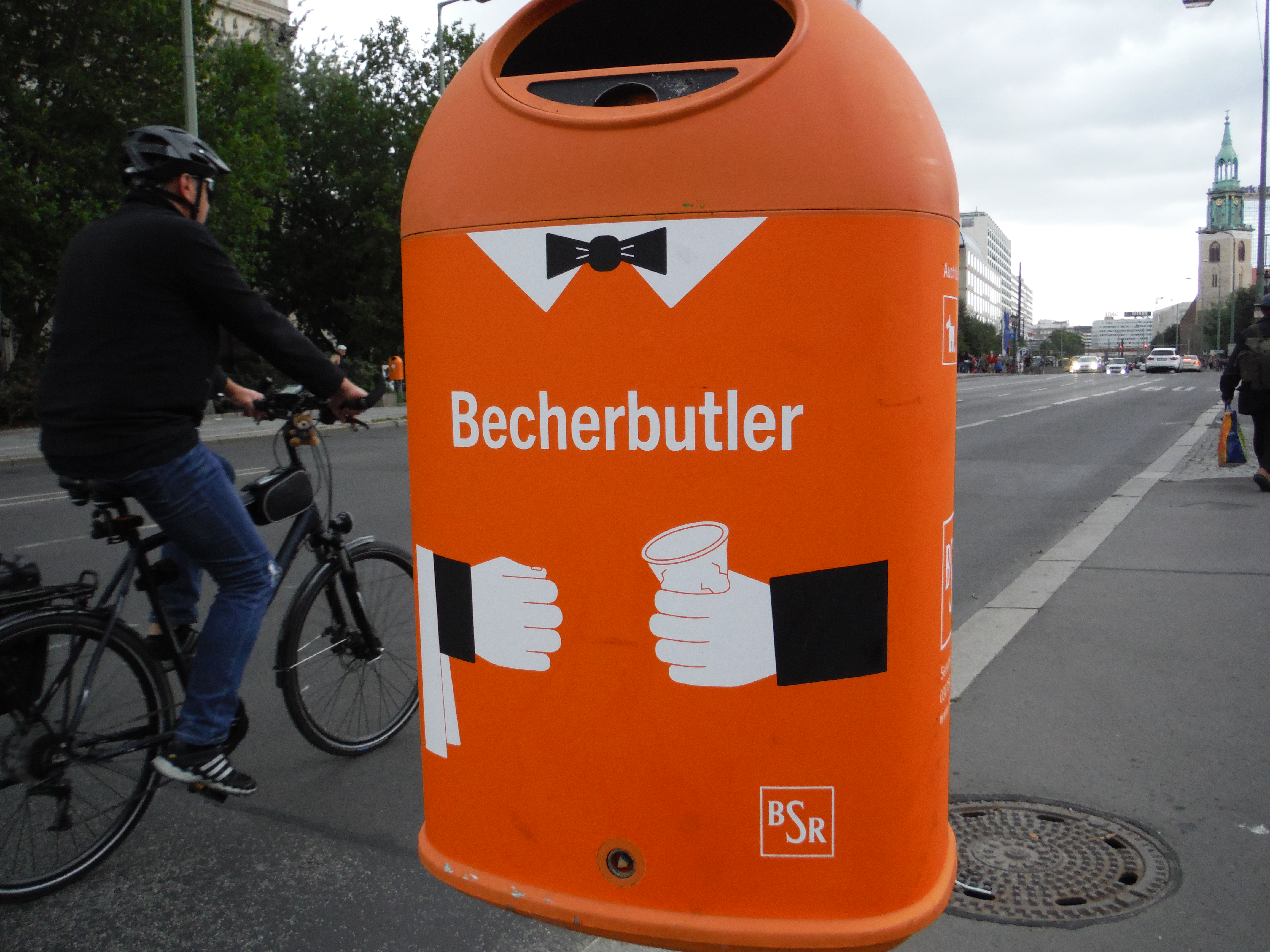
„Becherbutler“ (Berlin)
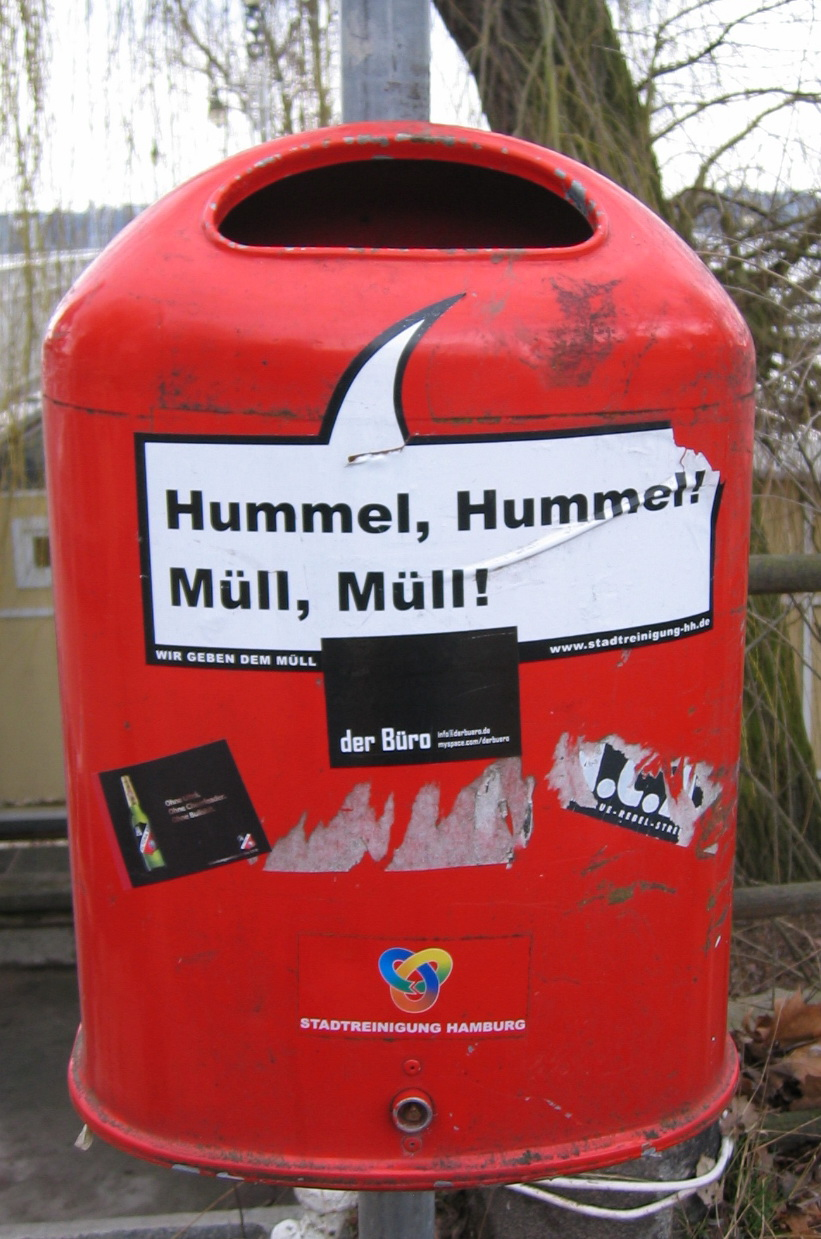
„Hummel, Hummel! Müll, Müll!“ Hamburger Rote Mülleimer
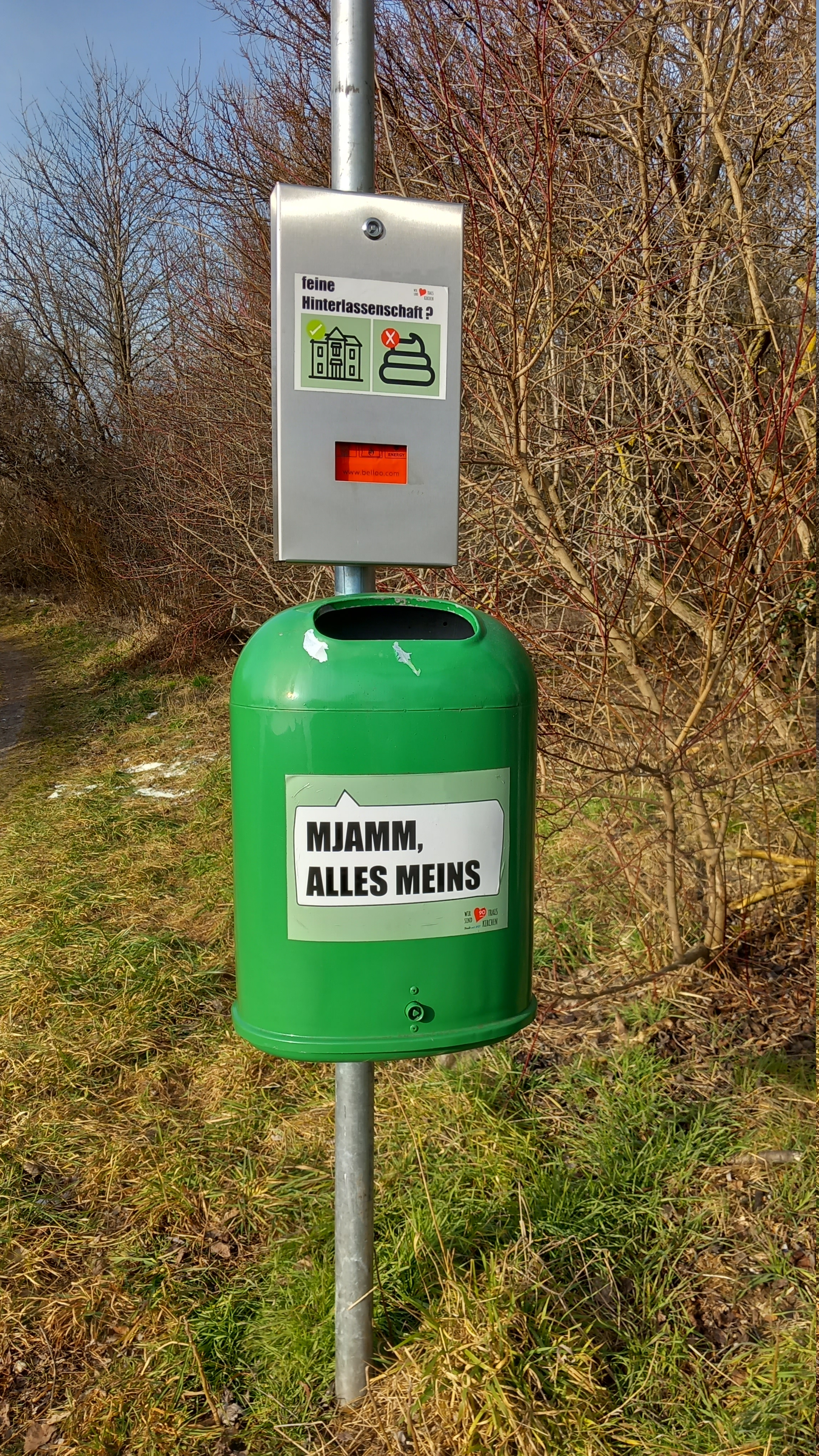
„Mjamm, alles meins“ Österreichischer Mistkübel (Traiskirchen in Niederösterreich)
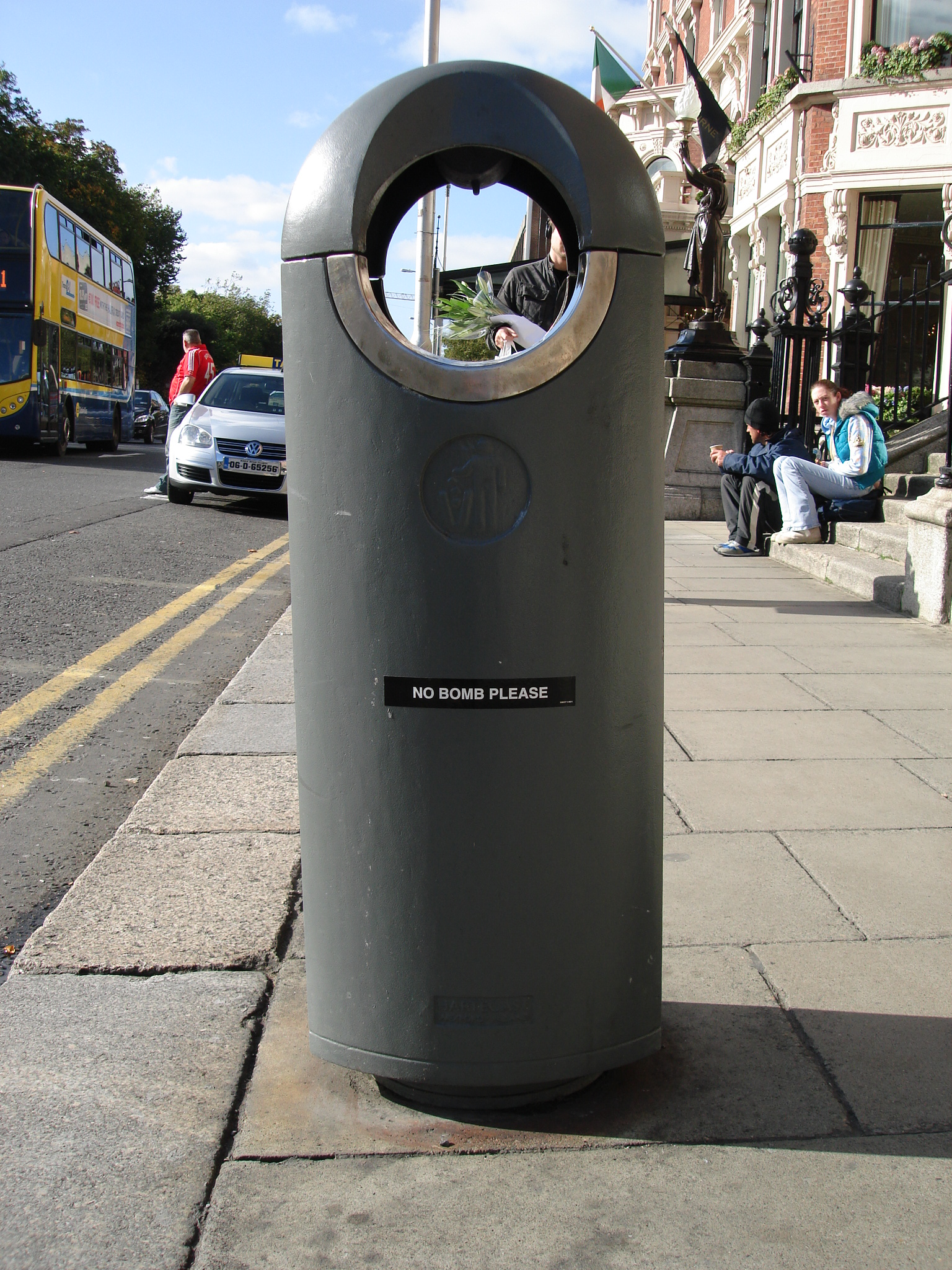
Neben dem Shelbourne Hotel in Dublin
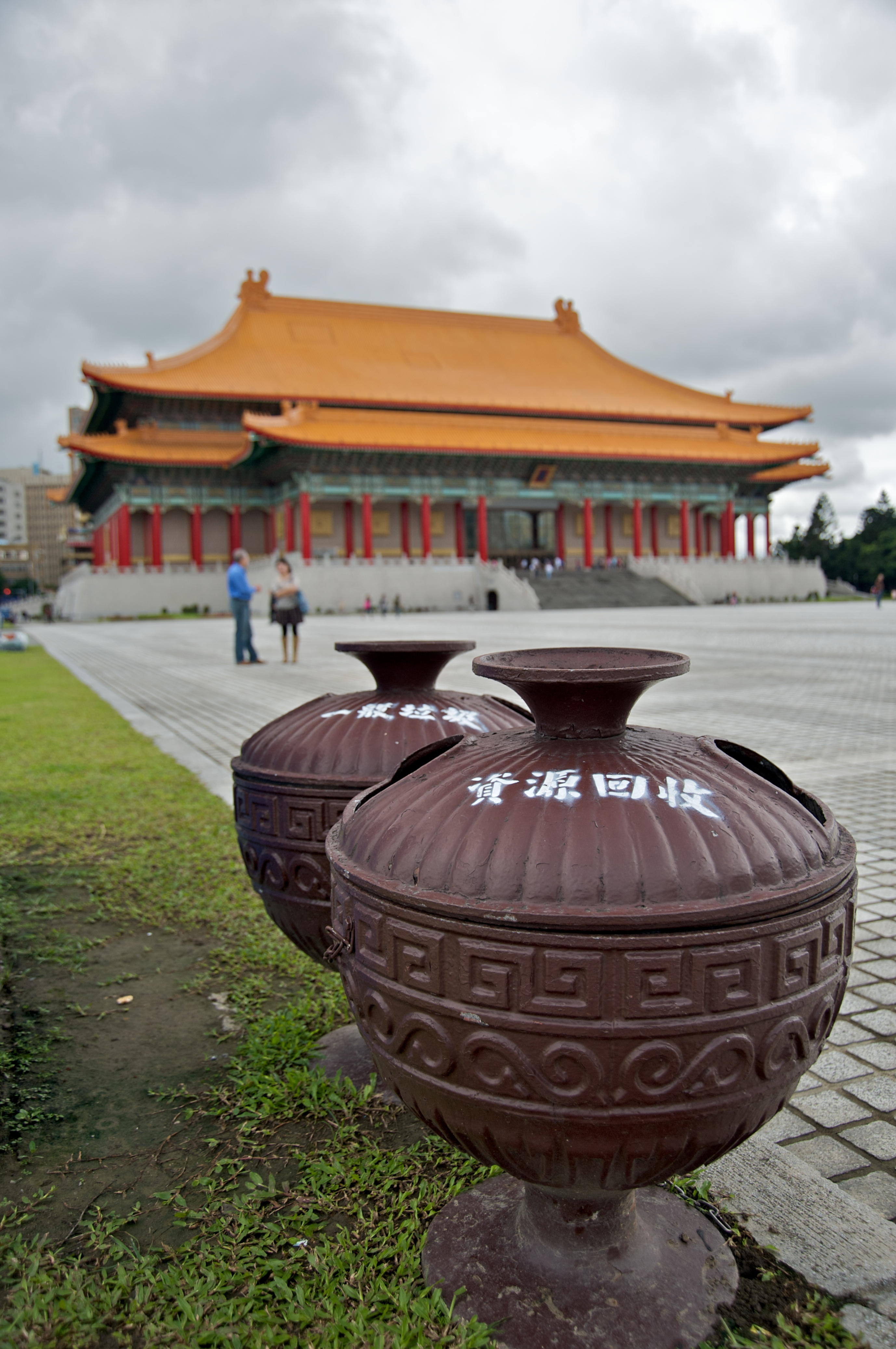
Taiwan
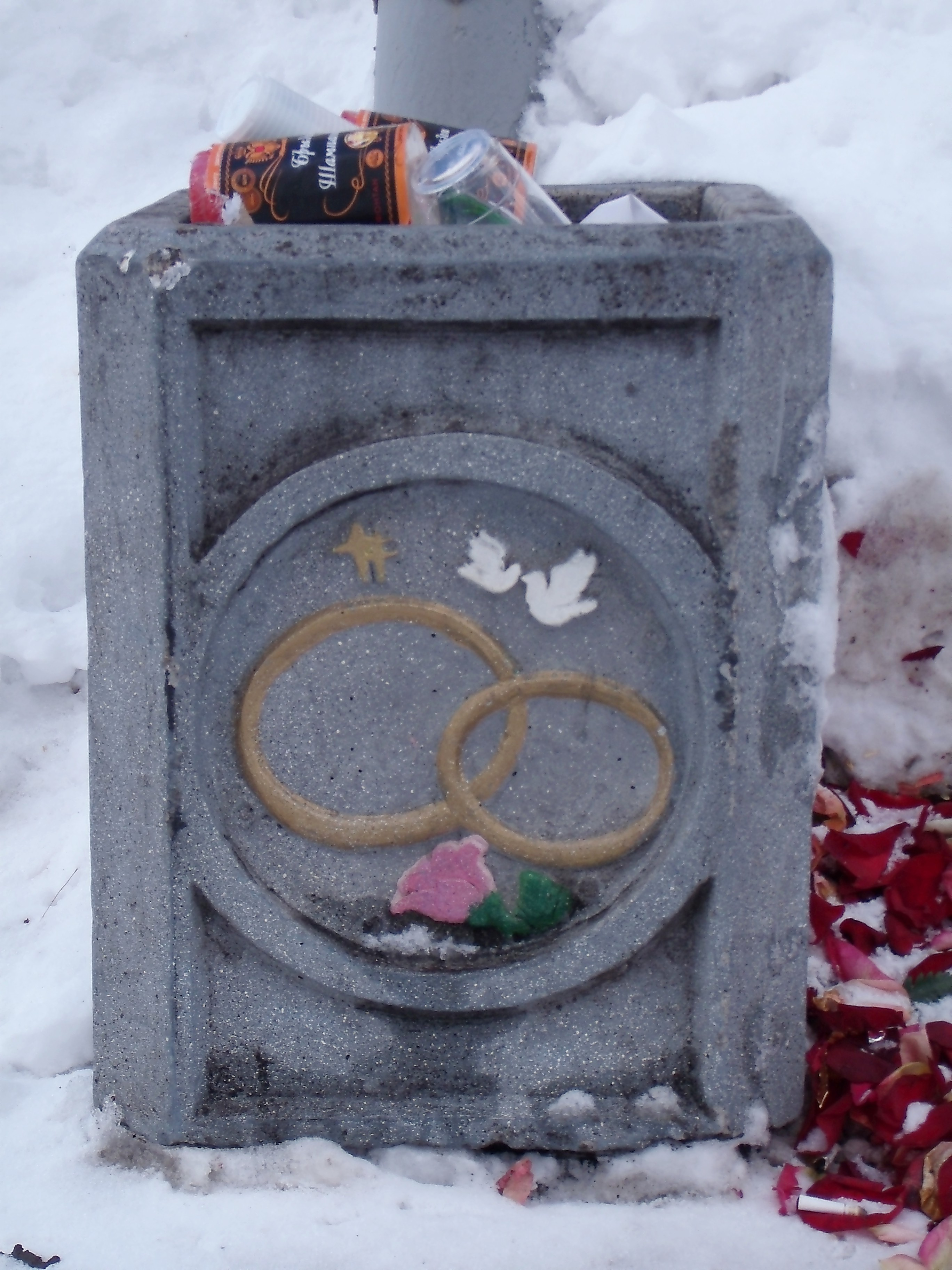
Sankt Petersburg
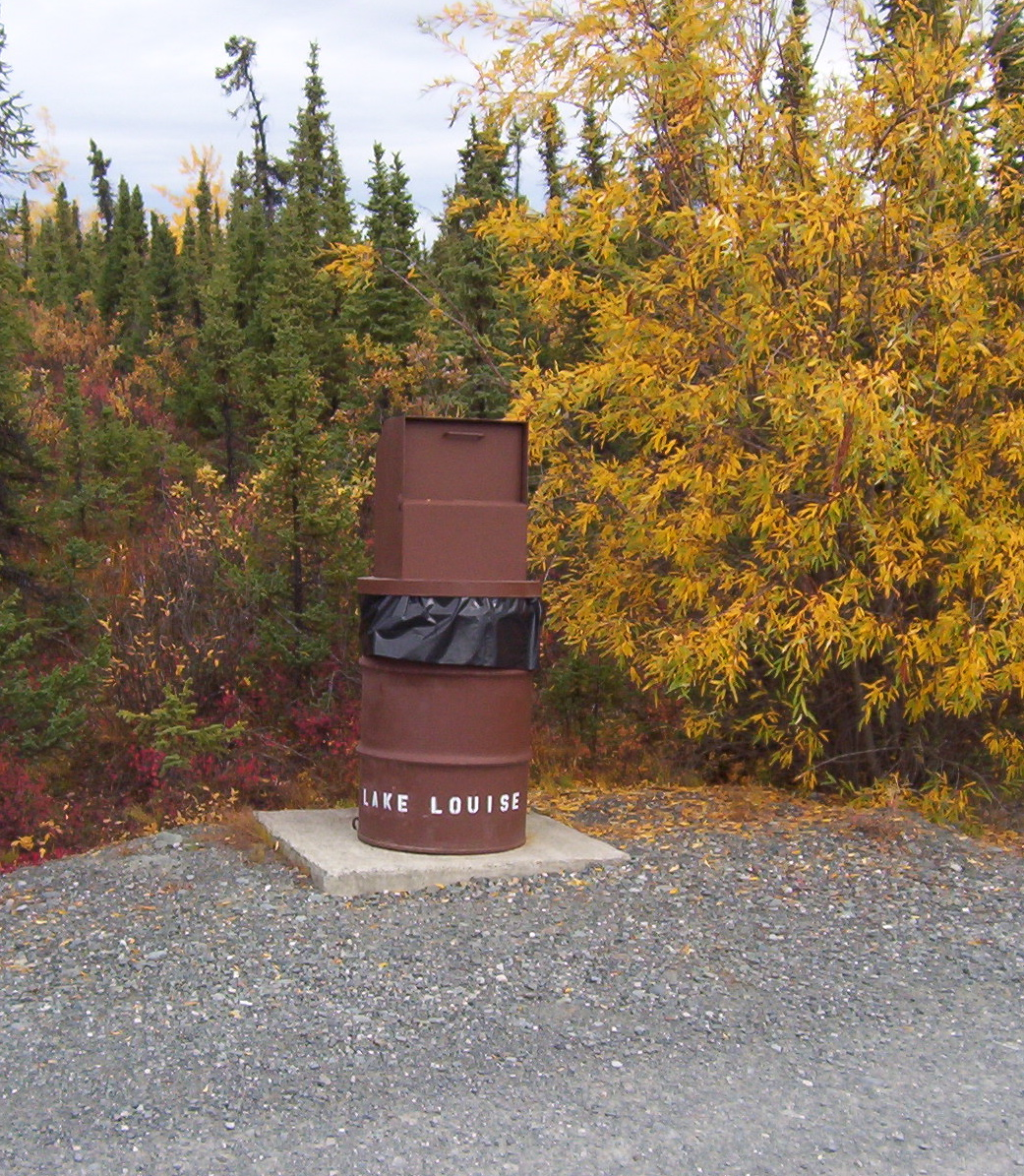
Bärensicher (Lake Louise State Park, Alaska)